# Primera División de Aruba
La Primera División de Aruba (en neerlandés: Arubaanse Division Honor) o, por motivos de patrocinio, Campeonato AVB Aruba Bank es la categoría más alta de fútbol en Aruba. Es supervisado por la Federación de Fútbol de Aruba y fue creada en 1960. Hasta 1985, los mejores clubes de Aruba ingresaban en el Campeonato de las Antillas Neerlandesas, RCA y Estrella fueron los únicos equipos de Aruba que ganaron ese campeonato en 1965 y 1970.

## Formato
Los 4 primeros clasificados juegan una Liguilla y los 2 primeros clasificados de esa Liguilla juegan una Final.
El equipo que finalice en el 10.º puesto es relegado a la División Uno, mientras que los equipos que finalicen en el 8.º y el 9.º puesto juegan un campeonato de 4 equipos ante los equipos que terminen 2.º y 3.º en la División Uno.
Desde la temporada 2008/09, los equipos de Aruba no participan en el Campeonato de Clubes de la CFU ni en la Concacaf Liga Campeones.

## Equipos temporada 2023-24
| Equipo      | Ciudad              |
| ----------- | ------------------- |
| Santa Fe    | Pavilla, Meiveld    |
| Britannia   | Piedra Plat         |
| Caiquetio   | Paradera            |
| Dakota      | Oranjestad, Dakota  |
| Nacional    | Palm Beach, Noord   |
| Estrella    | Santa Cruz, Papilon |
| La Fama     | Savaneta            |
| RCA         | Oranjestad, Solito  |
| River Plate | Oranjestad, Madiki  |
| Bubali      | Noord               |

## Campeones
| Temporada | Campeón                                      |                                  |
| --------- | -------------------------------------------- | -------------------------------- |
| 1960      | RCA                                          |                                  |
| 1961      | Dakota                                       |                                  |
| 1962-63   | Dakota                                       |                                  |
| 1963-64   | Dakota                                       |                                  |
| 1964-65   | RCA                                          |                                  |
| 1965-66   | Dakota                                       |                                  |
| 1966-67   | Dakota                                       |                                  |
| 1967-68   | RCA                                          |                                  |
| 1968-69   | Estrella                                     |                                  |
| 1969-70   | Dakota                                       |                                  |
| 1970-71   | Dakota                                       |                                  |
| 1971-72   | Dakota                                       |                                  |
| 1973      | Estrella                                     |                                  |
| 1974      | Dakota                                       |                                  |
| 1975      | Bubali                                       |                                  |
| 1976      | Dakota                                       |                                  |
| 1977      | Estrella                                     |                                  |
| 1978      | RCA                                          |                                  |
| 1979      | RCA                                          |                                  |
| 1980      | Dakota                                       |                                  |
| 1981      | Dakota                                       |                                  |
| 1982      | Dakota                                       |                                  |
| 1983      | Dakota                                       |                                  |
| 1984      | San Luis Deportivo                           |                                  |
| 1985      | Estrella                                     |                                  |
| 1986      | RCA                                          |                                  |
| 1987      | RCA                                          |                                  |
| 1988      | Estrella                                     |                                  |
| 1989      | Estrella                                     |                                  |
| 1990      | Estrella                                     |                                  |
| 1991      | RCA                                          |                                  |
| 1992      | Estrella                                     |                                  |
| 1993      | River Plate                                  |                                  |
| 1994      | RCA                                          |                                  |
| 1995      | Dakota                                       |                                  |
| 1996      | Estrella                                     |                                  |
| 1997      | River Plate                                  |                                  |
| 1998      | Estrella                                     |                                  |
| 1999      | Estrella                                     |                                  |
| 2000      | Nacional                                     |                                  |
| 2001      | Nacional                                     |                                  |
| 2002      | RCA                                          |                                  |
| 2003-04   | Nacional                                     |                                  |
| 2004-05   | Britannia                                    |                                  |
| 2005-06   | Estrella                                     |                                  |
| 2006-07   | Nacional                                     |                                  |
| 2007-08   | RCA                                          |                                  |
| 2008-09   | Britannia                                    |                                  |
| 2009-10   | Britannia                                    |                                  |
| 2010-11   | RCA                                          |                                  |
| 2011-12   | RCA                                          |                                  |
| 2012-13   | La Fama                                      |                                  |
| 2013-14   | Britannia                                    |                                  |
| 2014-15   | RCA                                          |                                  |
| 2015-16   | RCA                                          |                                  |
| 2016-17   | Nacional                                     |                                  |
| 2017-18   | Dakota                                       |                                  |
| 2018-19   | RCA                                          |                                  |
| 2019-20   | Abandonado debido a la pandemia del COVID-19 |                                  |
| 2021      | Campeonato no oficial / Nacional             | Campeonato no oficial / Nacional |
| 2021-22   | Dakota                                       |                                  |
| 2022-23   | RCA                                          |                                  |
| 2023-24   | Britannia                                    |                                  |
| 2024-25   | Britannia                                    |                                  |

## Campeonatos por equipo
| Club               | Ciudad              | Campeón | Años campeón |
| ------------------ | ------------------- | ------- | --- |
| Dakota             | Oranjestad, Dakota  | 17      | 1961, 1962, 1963, 1965, 1966, 1969, 1970, 1971, 1974, 1976, 1980, 1981, 1982, 1983, 1995, 2017-18, 2021-22       |
| RCA                | Oranjestad, Solito  | 17      | 1960, 1964, 1967, 1978, 1979, 1986, 1987, 1991, 1994, 2002, 2008, 2011, 2012, 2014-15, 2015-16, 2018-19, 2022-23 |
| Estrella           | Santa Cruz, Papilon | 12      | 1968, 1973, 1977, 1985, 1988, 1989, 1990, 1992, 1996, 1998, 1999, 2006                                           |
| Nacional           | Palm Beach, Noord   | 6       | 2000, 2001, 2004, 2007, 2016-17, 2021                                                                            |
| Britannia          | Piedra Plat         | 6       | 2005, 2009, 2010, 2014, 2023-2024, 2024-2025                                                                     |
| River Plate        | Oranjestad, Madiki  | 2       | 1993, 1997 |
| Bubali             | Bubali, Noord       | 1       | 1975 |
| San Luis Deportivo | Savaneta            | 1       | 1984 |
| La Fama            | Savaneta            | 1       | 2013 |

## Clasificación histórica
Actualizado el 26 de Junio de 2022. Tabla elaborada después de la disolución de las Antillas Neerlandesas que fue el 10 de octubre de 2010 para la temporada 2011-12 hasta la finalizada temporada 2021-22. No contabiliza los playoffs
| Pos. | Equipo         | Temp. | PJ  | PG  | PE | PP | GF  | GC  | DG   | Pts. | Actualmente      |
| ---- | -------------- | ----- | --- | --- | -- | -- | --- | --- | ---- | ---- | ---------------- |
| 1    | RCA            | 10    | 169 | 119 | 26 | 24 | 511 | 153 | +358 | 383  | Primera División |
| 2    | Britannia      | 10    | 169 | 102 | 28 | 39 | 424 | 217 | +207 | 334  | Primera División |
| 3    | Dakota         | 10    | 169 | 99  | 27 | 43 | 428 | 202 | +226 | 324  | Primera División |
| 4    | Nacional       | 10    | 169 | 88  | 27 | 55 | 405 | 247 | +158 | 290  | Primera División |
| 5    | Estrella       | 10    | 169 | 73  | 36 | 60 | 342 | 299 | +43  | 255  | Primera División |
| 6    | La Fama        | 10    | 169 | 62  | 33 | 74 | 282 | 321 | -39  | 219  | Primera División |
| 7    | Bubali         | 10    | 169 | 59  | 29 | 81 | 271 | 340 | -69  | 205  | División Uno     |
| 8    | River Plate    | 9     | 158 | 49  | 23 | 86 | 269 | 361 | -92  | 170  | Primera División |
| 9    | Caravel        | 5     | 88  | 13  | 16 | 59 | 83  | 290 | -207 | 54   | Primera División |
| 10   | Caiquetio      | 4     | 72  | 8   | 13 | 51 | 60  | 196 | -136 | 37   | División Uno     |
| 11   | Brazil Juniors | 3     | 47  | 9   | 5  | 33 | 66  | 157 | -91  | 32   | División Uno     |
| 12   | San Nicolas    | 2     | 36  | 4   | 3  | 29 | 29  | 119 | -90  | 15   | División Uno     |
| 13   | Caravel        | 1     | 11  | 4   | 1  | 6  | 15  | 21  | -6   | 13   | Desaparecido     |
| 14   | United         | 2     | 29  | 3   | 2  | 24 | 42  | 140 | -98  | 11   | Primera División |
| 15   | Juventud TL    | 2     | 36  | 2   | 2  | 32 | 26  | 155 | -129 | 8    | División Uno     |
| 16   | Santa Fe       | 0     | 0   | 0   | 0  | 0  | 0   | 0   | 0    | 0    | Primera División |

1. ↑  Resultado de la fusión entre el Caravel y el Porto por una temporada.